# Pernă

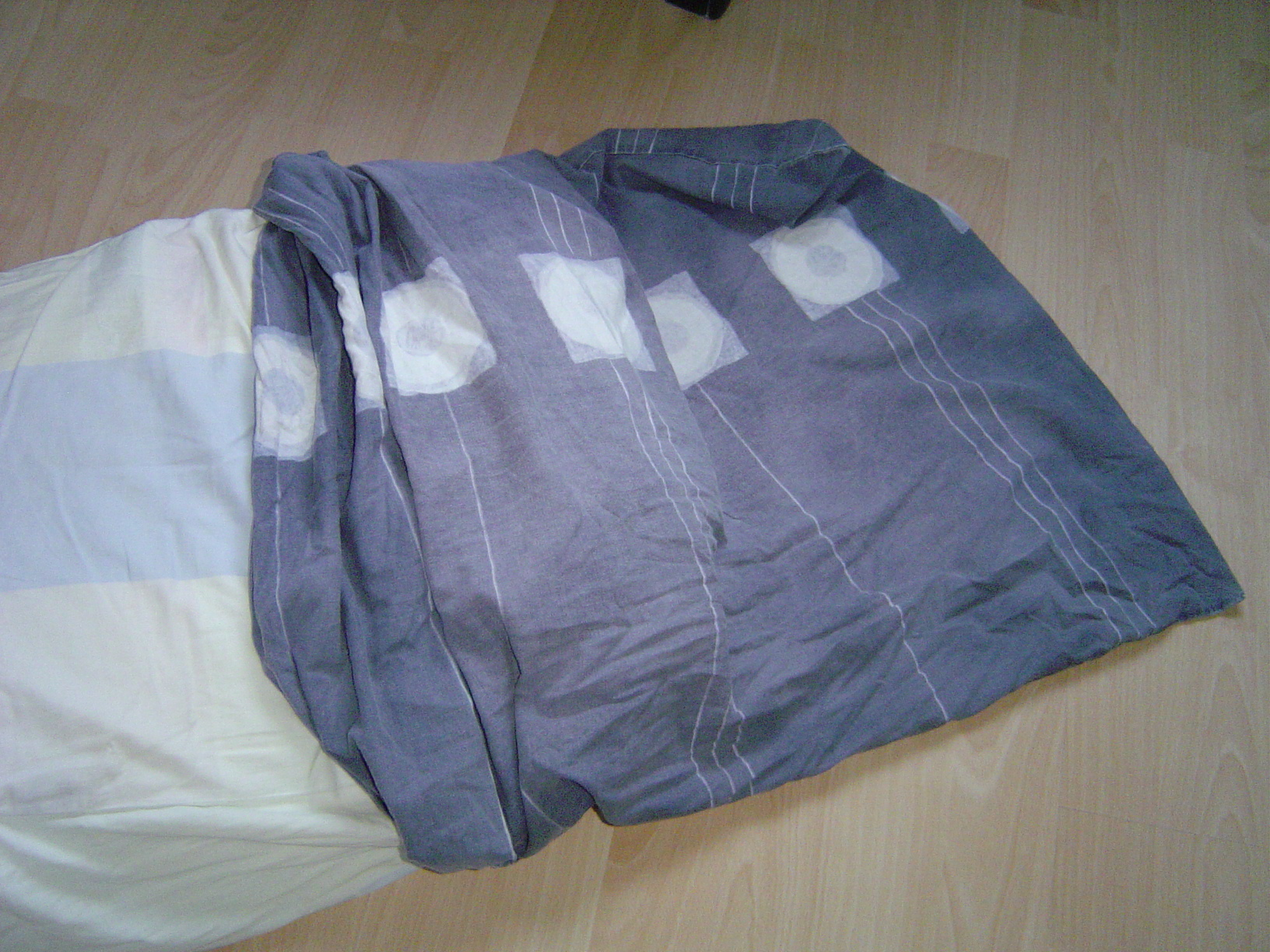
Husa unei perne

Perna este un obiect în formă de sac, confecționat din diferite materiale textile, în special din bumbac, cusute între ele, și umplut cu fulgi, lână, puf sau pene. Alte cuvinte care desemnează același obiect sunt: perinoc, perină etc.
Perna este utilizată pentru sprijinirea capului în timpul somnului în pat. Pernele sunt o formă de saltea. 